# 软壳甜扁桃
软壳甜扁桃（学名：Prunus communis var. fragilis）为蔷薇科李属下的一个变种。

## 扩展阅读
- 維基物種上的相關：软壳甜扁桃